# Frankenau (Németország)
Frankenau település Németországban, Hessen tartományban. Lakosainak száma 2886 fő (2023. december 31.).

## Népesség
A település népességének változása:
| Lakosok száma | 2908 | 2904 | 2852 | 2933 | 2886 |
|               | 2017 | 2019 | 2021 | 2022 | 2023 |